# Nam (rivier)

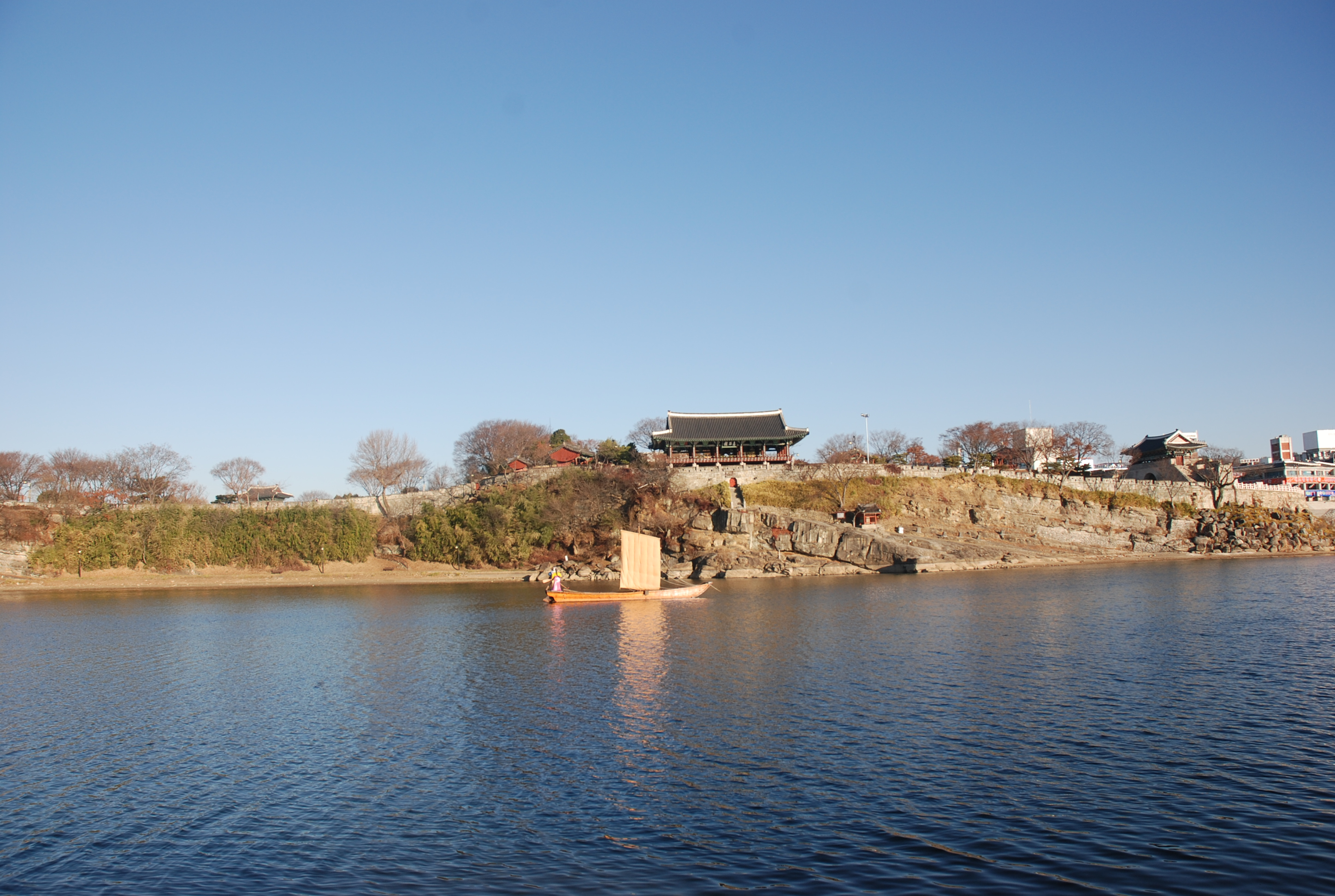
De Nam met kasteel Jinju

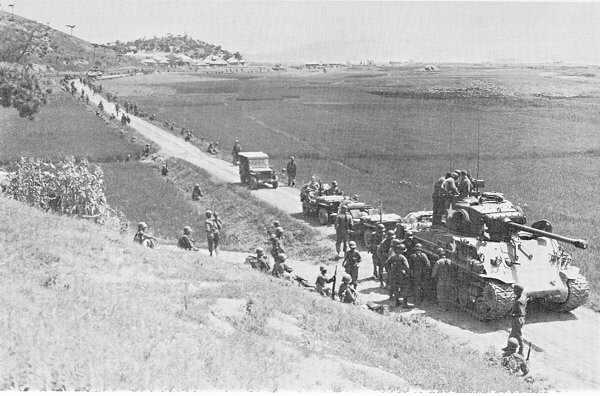
Amerikaanse soldaten tijdens de slag om de Nam

 De Nam (Hangul: 남강(南江)) is een rivier in de provincie Gyeongsangnam-do in het zuidoosten van Zuid-Korea. Het is een van de vele zuidelijke zijrivieren van de Nakdong. 
In 1950, tijdens de Koreaanse Oorlog, was deze rivier het strijdtoneel van hevige gevechten tussen de Verenigde Naties en de Noord-Koreaanse strijdkrachten.